# City of South Perth
City of South Perth is een Local Government Area (LGA) in Australië in de staat West-Australië in de agglomeratie van Perth. City of South Perth telde 43.405 inwoners in 2021. De hoofdplaats is South Perth.